# Jiana Mare
Jiana Mare – wieś w Rumunii, w okręgu Mehedinți, w gminie Jiana. W 2011 roku liczyła 825 mieszkańców.